# Tentativa de assassinato
Tentativa de assassinato é um crime de tentativa em diversas jurisdições. No direito penal brasileiro, é a conduta em que o agente inicia a execução do crime de homicídio, mas não obtém o resultado morte por circunstâncias alheias à sua vontade, acarretando a aplicação de pena reduzida segundo as regras da tentativa.

## Canadá
A seção 239 do Código Criminal torna a tentativa de assassinato punível com até prisão perpétua. Se for utilizada uma arma de fogo, a pena mínima é de quatro, cinco ou sete anos, dependendo de condenações anteriores e da relação com o crime organizado.

## Reino Unido

### Inglaterra e País de Gales
No direito penal inglês, a tentativa de assassinato é o crime de preparar simultaneamente a execução de um homicídio ilícito e de possuir a intenção específica de causar a morte de um ser humano sob a paz do rei. A expressão “mais do que meramente preparatória” é estabelecida pela Lei de Tentativas Criminais de 1981 para indicar que a preparação para um crime, por si só, não constitui uma “tentativa de crime”.
Em Inglaterra e País de Gales, enquanto “tentativa”, a tentativa de assassinato é um delito previsto na seção 1(1) da Lei de Tentativas Criminais de 1981 e é um crime indiciável que acarreta uma pena máxima de prisão perpétua (a mesma que a sentença obrigatória para assassinato). A legislação correspondente para a Irlanda do Norte é a seção 3(1) da Ordem de Tentativas Criminais e Conspiração (Irlanda do Norte) de 1983 (No.1120 (N.I.13)).
O elemento subjetivo (do latim para “mente culpada”) para o assassinato é a intenção de matar ou causar lesões corporais graves, enquanto a tentativa de assassinato depende da intenção de matar e de um ato manifesto na direção da consumação do homicídio. A tentativa de assassinato consiste apenas no planejamento de um homicídio e nos atos realizados em sua direção, não se confundindo com o assassinato efetivo, que é o homicídio. Isso torna o crime muito difícil de provar e, frequentemente, opta-se por imputar uma acusação menos gravosa sob a Lei dos Delitos contra a Pessoa de 1861.
Entretanto, no caso R v Morrison [2003] 1 WLR 1859, o Tribunal de Apelação da Inglaterra e País de Gales examinou a possibilidade de veredictos alternativos em uma acusação única de tentativa de assassinato. Morrison entrou em uma loja com dois outros homens para efetuar um assalto armado. Eles exigiram dinheiro e um dos homens disparou contra o lojista, que sofreu apenas ferimentos leves. A acusação teve diversas oportunidades de incluir outras imputações antes do julgamento, mas não o fez. Após a análise do caso, o juiz opinou que o júri poderia considerar uma tentativa de causar lesões corporais graves, nos termos da seção 18 da Lei de 1861, e Morrison foi condenado por tentar causar lesões corporais graves. O Tribunal de Apelação confirmou que a tentativa de causar lesões corporais graves é uma alternativa válida à tentativa de assassinato, pois não pode haver intenção de matar sem também haver a intenção de causar lesões corporais graves.
Esta decisão prática visou evitar que o sistema de justiça penal deixasse impune uma pessoa culpada por ter sido imputada apenas uma vez. Contudo, não se trata necessariamente de um bom princípio geral, pois, na eutanásia, por exemplo, o auxiliar tem a intenção de causar a morte sem provocar sofrimento. Que a tentativa de causar lesões corporais graves seja considerada alternativa, caso a vítima pretendida não venha a falecer, seria um desfecho peculiar, pois não há intenção de causar lesões sérias e duradouras: os dois crimes tentados possuem requisitos de elemento subjetivo distintos, de modo que a prova da intenção de assassinar não necessariamente satisfaria o requisito da seção 18 da Lei de 1861.
Primeiramente, agindo de forma deliberada e intencional ou de maneira imprudente com extremo desrespeito pela vida humana, a pessoa tentou matar alguém; além disso, realizou um ato que representou um passo substancial em direção à consumação do delito. A mera preparação não é considerada um passo substancial para a prática de um crime.

#### Prova do elemento subjetivo
Devem existir mais do que meros atos preparatórios e, embora o réu possa ameaçar a morte, isso pode não constituir prova convincente da intenção de matar, a menos que a ameaça seja acompanhada de ações relevantes, como, por exemplo, localizar e empunhar uma arma para usá-la de forma efetiva ou realizar um ataque físico sério e sustentado sem arma.[carece de fontes?]

#### Coação, necessidade e coerção conjugal
As defesas de coação e de necessidade não estão disponíveis para quem é acusado de tentativa de assassinato. Por outro lado, a defesa estatutária de coerção conjugal está, em princípio, acessível a uma esposa acusada de tentativa de assassinato.

#### História
Antes de 1967, as seções 11 a 15 da Lei dos Delitos contra a Pessoa de 1861 criavam uma série de crimes de tentativa de assassinato por diversos meios especificados (ss. 11 a 14) e um crime de tentativa de assassinato por quaisquer meios não especificados nesses dispositivos (s.15).
Após a revogação desses delitos pela Lei de Direito Penal de 1967, a tentativa de assassinato continuou a subsistir no direito consuetudinário até a promulgação da Lei de 1981.[carece de fontes?]

### Escócia
A tentativa de assassinato é um crime no direito consuetudinário na Escócia. A tentativa de assassinato equivale ao crime de assassinato no direito escocês, com a única diferença de que a vítima não faleceu. O crime de assassinato foi definido no caso Drury v HM Advocate:
| “ | [O] assassinato consiste em qualquer ato deliberado que cause a destruição da vida, pelo qual o autor intenciona maliciosamente matar ou demonstra imprudência tão grave a ponto de influenciar se a vítima vive ou morre. | ” |

A intenção pode ser inferida das circunstâncias do caso. A imprudência tão grave é determinada objetivamente e é "uma imprudência tão grosseira que indica um estado mental que deve ser tratado como tão perverso e depravado quanto o estado mental de um assassino deliberado." Como em todos os crimes do direito consuetudinário na Escócia, a pena máxima aplicável é a prisão perpétua.

## Brasil
O homicídio no Código Penal brasileiro está tipificado no artigo 121 e se classifica em diversas modalidades de acordo com a intenção do autor e as circunstâncias em que o crime é cometido, o homicídio simples, previsto no caput do artigo, consiste em matar outra pessoa sem circunstâncias que agravem ou atenuem o delito, com pena de reclusão de seis a vinte anos, configura-se independentemente do meio utilizado, seja disparos de arma de fogo, golpes com objetos contundentes, envenenamento ou outros, desde que haja nexo causal entre a ação do agente e o resultado morte, também se admite a omissão como forma de cometimento do delito nos casos de omissão imprópria, quando o agente tinha o dever de impedir o resultado, é permitida a coautoria e a participação de terceiros na execução do crime, em determinadas circunstâncias, o homicídio simples pode ser considerado hediondo, como quando é praticado por grupo de extermínio, ainda que o agente atue sozinho, conforme estabelece a Lei n.º 8072/90.
Qualquer pessoa pode ser sujeito ativo do delito, enquanto o sujeito passivo é todo ser humano que tenha nascido com vida, a eutanásia, embora motivada por razões de piedade, enquadra-se nessa categoria, mas pode configurar homicídio privilegiado se for considerada cometida por relevante valor moral, a ortotanásia, por outro lado, não é considerada homicídio, pois se limita à suspensão de tratamentos que prolongam artificialmente a vida, o homicídio se consuma com a morte da vítima, enquanto a tentativa ocorre quando a morte não se produz por circunstâncias alheias à vontade do agente, o homicídio privilegiado, previsto no § 1.º, ocorre quando o agente atua sob a influência de relevante valor social ou moral ou sob o domínio de violenta emoção após provocação injusta da vítima, permitindo a redução da pena de um sexto a um terço, o homicídio qualificado, previsto no § 2.º, contempla hipóteses em que o crime é cometido com maior gravidade, como por paga ou promessa de recompensa, por motivo torpe, por motivo fútil.
Com emprego de meios insidiosos ou cruéis, mediante emboscada ou com a finalidade de ocultar outro delito, com penas de doze a trinta anos de reclusão, a legislação admite a coexistência de circunstâncias privilegiadoras e qualificadoras, embora nesses casos se exclua a natureza hedionda do crime, o homicídio culposo, previsto no § 3.º, ocorre quando a morte resulta de imprudência, negligência ou imperícia, com pena de detenção de um a três anos, o § 4.º prevê o aumento de pena no homicídio culposo se o crime decorrer da inobservância de regra técnica de profissão, se o agente não prestar socorro à vítima, se não tentar reduzir as consequências do ato ou se fugir para evitar a prisão em flagrante, no homicídio doloso, a pena é aumentada se a vítima for menor de 14 anos ou maior de 60, o § 5.º permite ao juiz conceder perdão judicial em casos de homicídio culposo quando as consequências do crime já são suficientemente graves para o agente, tornando desnecessária a sanção penal, finalmente, o § 6.º estabelece o aumento de pena de um terço até a metade se o homicídio for cometido por milícia privada sob o pretexto de prestar serviços de segurança ou por grupo de extermínio, disposição introduzida pela Lei n.º 12.720/12.